# DJ Satomi
Simone Bocchino, mera känd som DJ Satomi, född 18 september 1978 i Rom, Italien, är en italiensk elektronisk musikproducent, remixare och discjockey, som gjort sig känd i hela Europa. Han slog igenom med singeln "Castle In The Sky" 2004 efter att denna länge toppat den spanska och italienska singellistan. DJ Satomi har även släppt singlarna "Waves" och "Nuclear Sun".

## Diskografi

### Album
- Greatest Hits (2008)

### Singlar
- Castle in the Sky
- Waves
- Waves (Dj Stepho lala Tune Up)
- Nuclear Sun
- Wonderland
- Fantasy
- Superstar
- Lost in Space
- With You